# Capilla de Ánimas

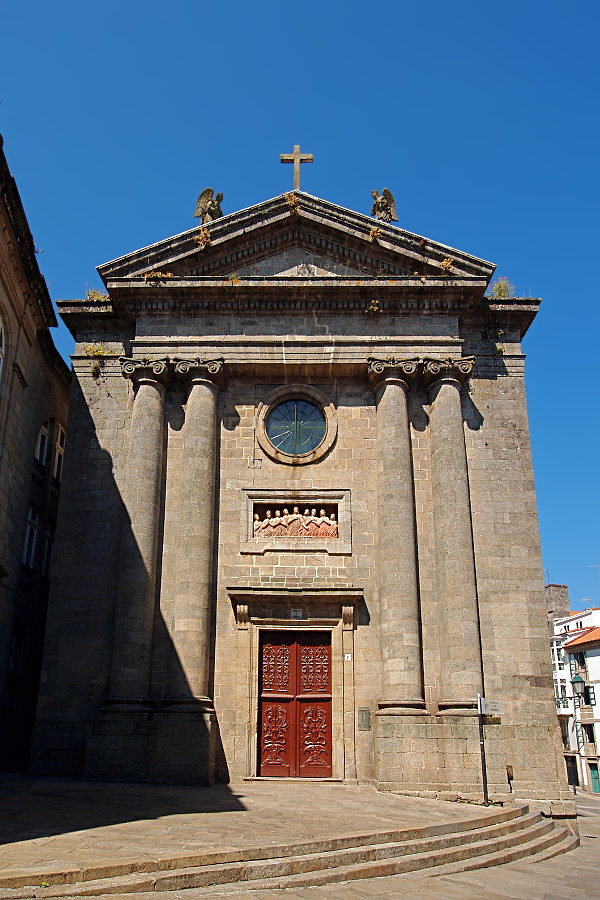
Exterior de la capilla

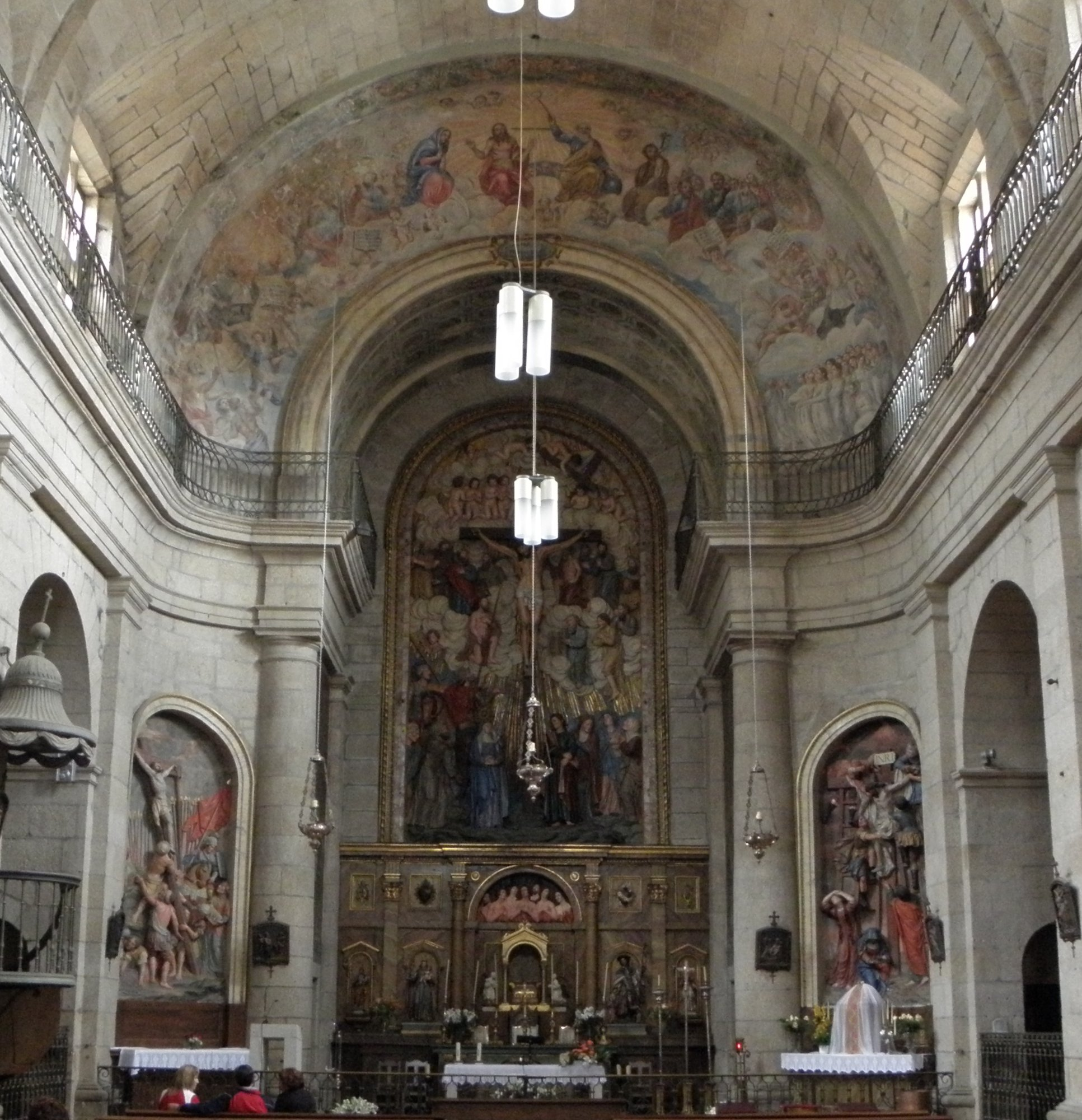
Interior de la capilla

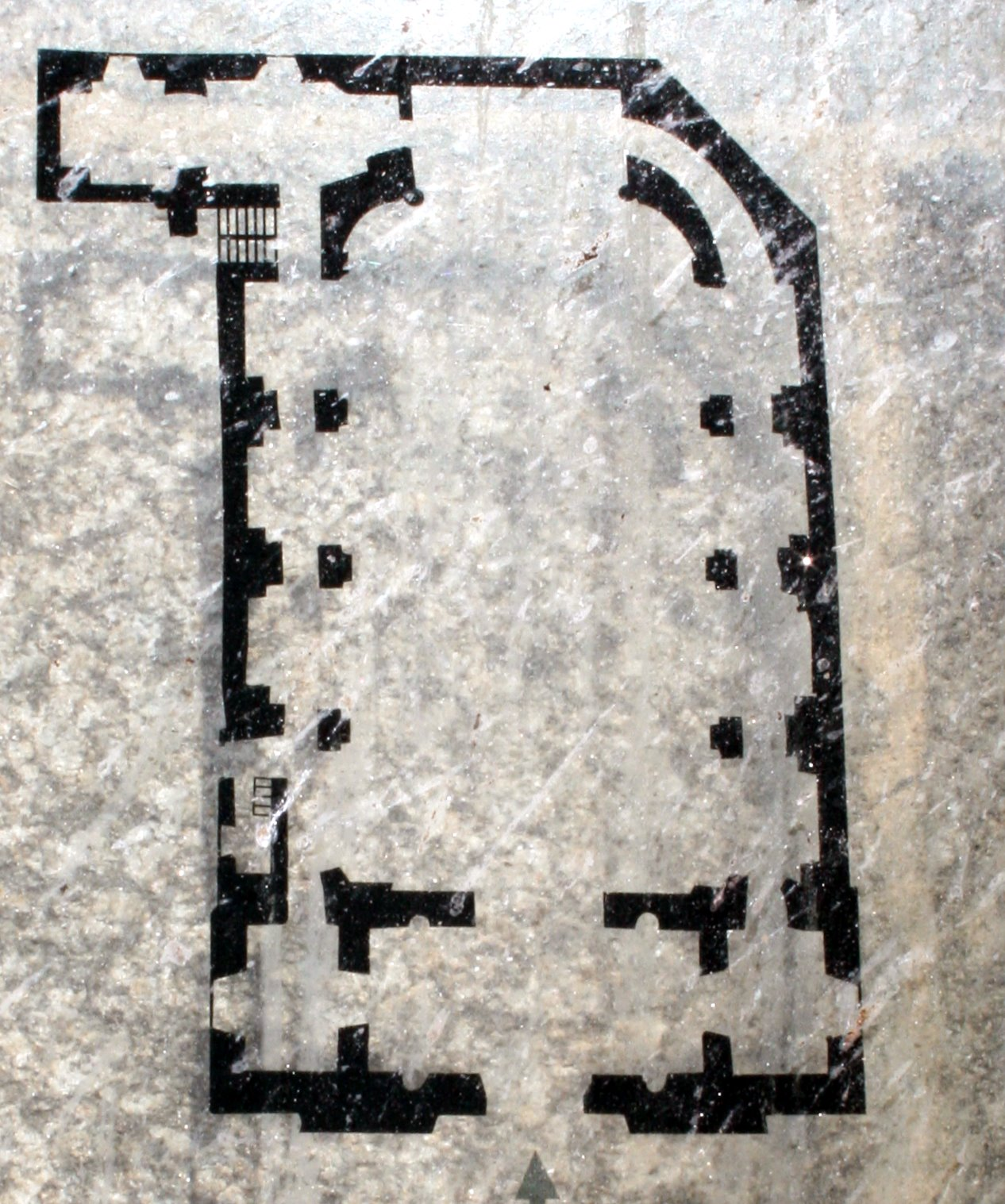
Planta de la capilla

La construcción de la capilla de la Cofradía General de Ánimas, en la ciudad española de Santiago de Compostela, comenzó el 8 de abril de 1784, con planos del arquitecto Miguel Ferro Caaveiro y dirección de obra del maestro de obras Juan López Freire. Se celebró la consagración del nuevo templo, puesto bajo la advocación del Santísimo Cristo de la Misericordia, el 31 de agosto de 1788.
En 2015, en la aprobación por la Unesco de la ampliación del Camino de Santiago en España a «Caminos de Santiago de Compostela: Camino francés y Caminos del Norte de España», España envió como documentación un «Inventario Retrospectivo - Elementos Asociados» (Retrospective Inventory - Associated Components) en el que en el n.º 932 figura la capilla de Ánimas.

## Historia
La fachada se construyó en el cambio de siglo, cuando la cofradía pudo comprar y demoler una manzana de casas que impedía el desarrollo y visión del frontis. Para la construcción del edificio, la Cofradía de Ánimas envió varios proyectos a la Academia de Bellas Artes de San Fernando, para ser sometidos a la censura del arquitecto Ventura Rodríguez.
El plano elegido fue el de Ferro Caaveiro. El templo posee una tipología de planta rectangular, con nave única, tres capillas laterales a cada lado y presbiterio con capilla mayor rectangular, más estrecha que la nave. Para las cubiertas se emplearon bóvedas de cañón en las capillas laterales y una grandiosa bóveda de cañón con lunetos, sostenida sobre arcos fajones, en la nave de la iglesia.
El presbiterio también se cubre con bóveda de cañón, empleando como elemento de engarce con la nave un vistoso arco triunfal cóncavo, muy propio de la arquitectura del clasicismo barroco español de época de Carlos III. Este tipo de arco se encuentra, en ejemplo, en la capilla del Palacio Real de Madrid.
En cuanto al concepto de altar y al planteamiento del programa iconográfico desarrollado en su conjunto, hay que decir, que responde a la advocación del Santo Cristo de la Misericordia, a la religiosidad de la cofradía y al ceremonial específico del Vía Crucis, celebrado cada domingo por la tarde en la Capilla General de Ánimas. Ideó este programa el arquitecto académico Melchor de Prado Mariño, con el apoyo de los cofrades más formados. Su realización, entre 1803-1814, se materializó en una serie de emotivos y catequizadores relieves en estuco veneciano policromado, modelados por su hermano Manuel de Prado Mariño, escultor de formación académica, también compostelano, que demostró en esta empresa grandes cualidades de escenógrafo.
Con esta concepción, ligada a la de los Vía Crucis o, más bien, a la escenografía franciscana de las capillas de los Sacromontes europeos, se rompe con los altares gallegos de tradición barroca, presidios por retablos de madera policromada.
Los relieves de las Ánimas desarrollan el relato evangélico de la Pasión del Señor, concentrando en un espacio único el itinerario devocional, místico y catequizante del Vía Crucis de un Sacromonte. En las capillas laterales y altar mayor del templo se despliegan las escenas de la Flagelación, el Ecce Homo, el Camino al Calvario, el Alzamiento en la Cruz, la Crucifixión (altar mayor), el Descendimiento de la Cruz, la Lamentación sobre Cristo muerto, el santo Entierro y la Resurrección del Señor.

Cotorreando así, se les hizo llevadero el camino a las dos comadres. Llegaron a Compostela a tiempo que las campanas de la catedral y de numerosas iglesias tocaban a misa, y entraron a oírla en las Ánimas, templo muy favorito de los aldeanos, y por tanto, muy gargajoso, sucio y maloliente. De allí, atravesando la plaza llamada del Pan, inundada de vendedoras de molletes y cacharros, atestada de labriegos y de caballerías, se metieron bajo los soportales, sustentados por columnas de bizantinos capiteles, y llegaron a la temerosa madriguera de don Custodio.
 Un destripador de antaño  — Emilia Pardo Bazán 